# إرنست ناغل
إرنست ناغل (بالإنجليزية: Ernest Nagel) هو فيلسوف أمريكي عمل على فلسفة العلوم.

## أعماله
هدم نظريات التحليل النفسي لسيغموند فرويد

## وصلات خارجية
- إرنست ناغل على موقع الموسوعة البريطانية (الإنجليزية)